# Air Macau

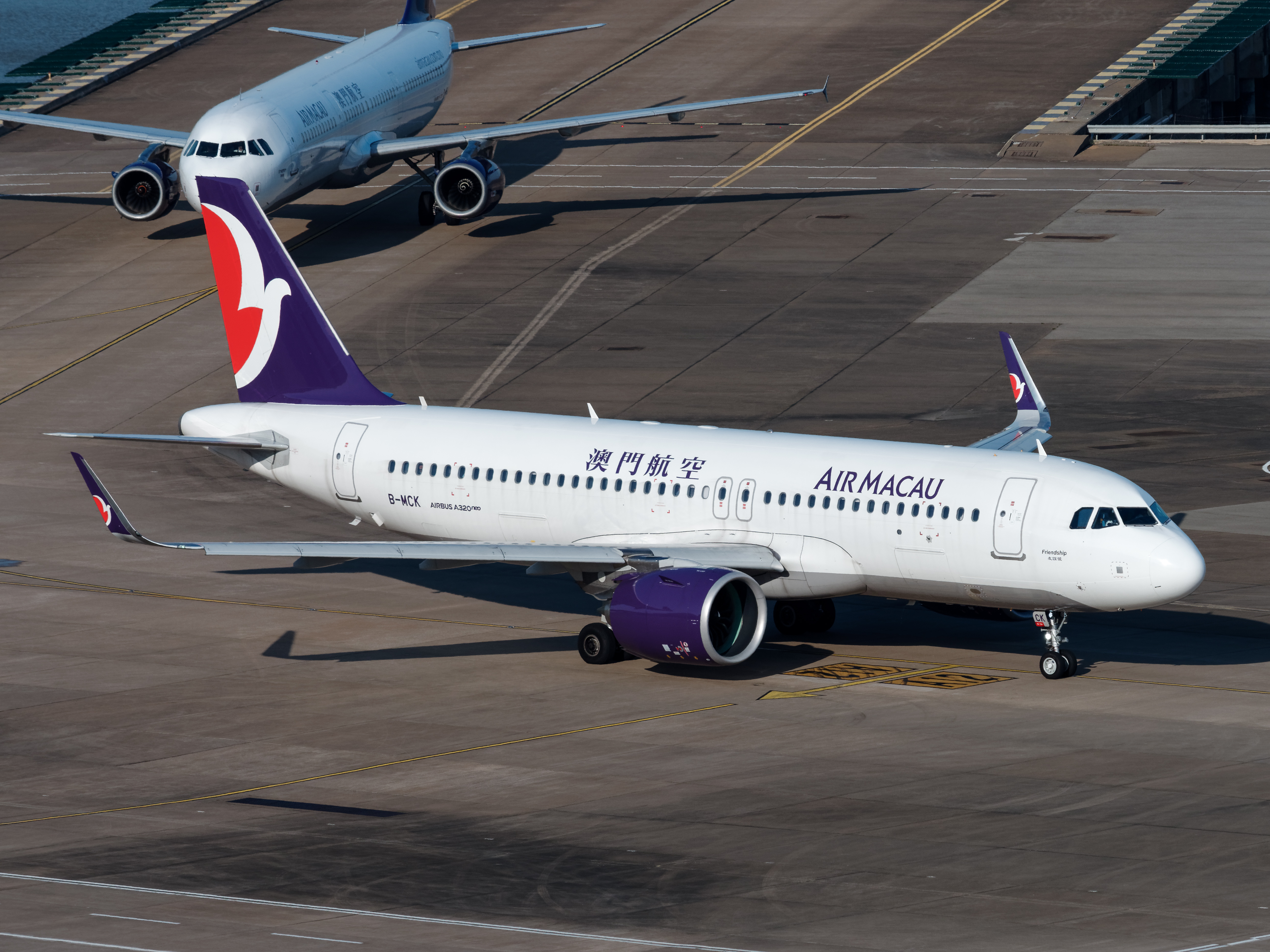
Airbus A320neo należący do Air Macau

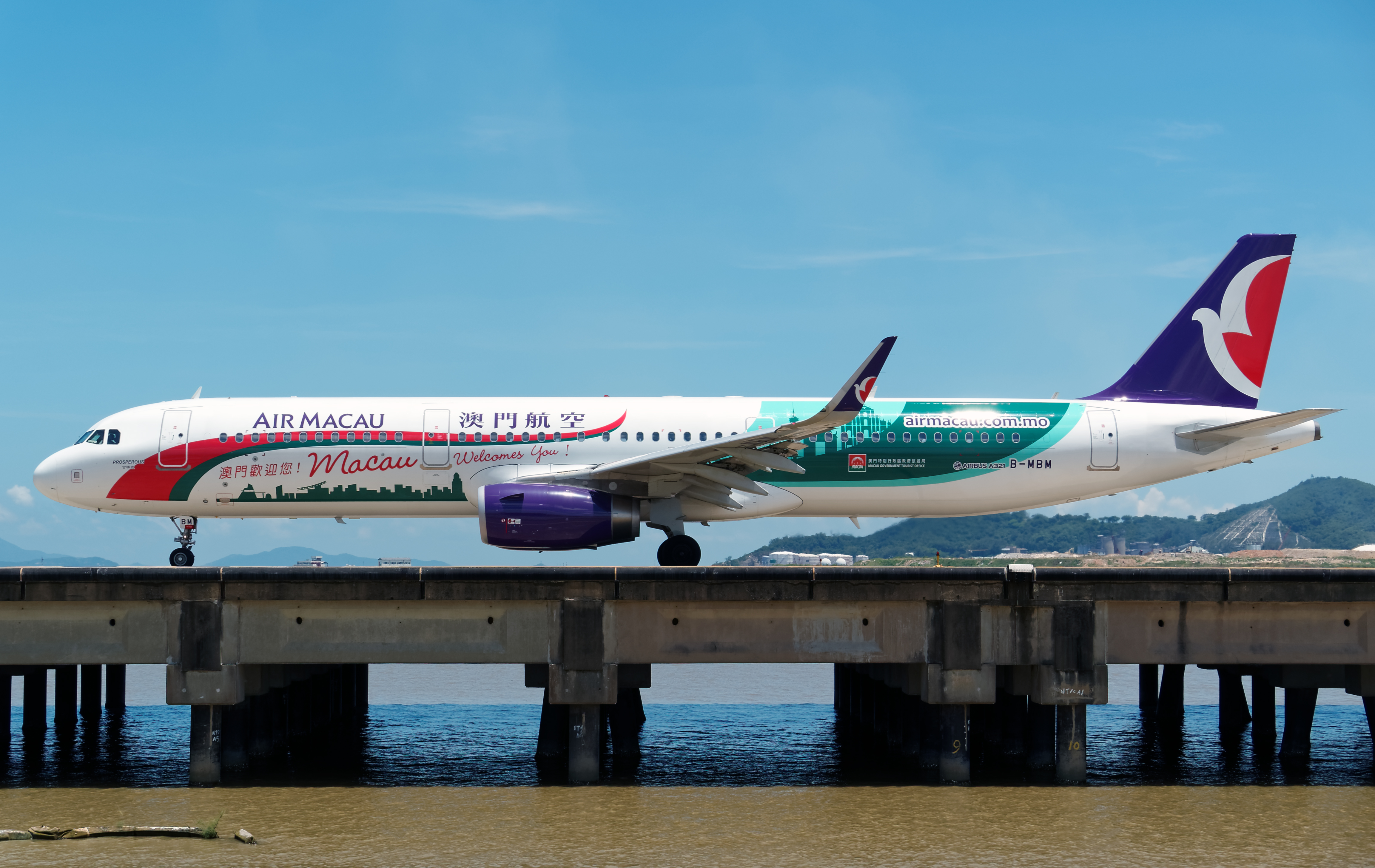
Airbus A321-200 należący do linii na lotnisku w Makau

Air Macau (chiń. upr. 澳门航空; chiń. trad. 澳門航空; pinyin Àomén Hángkōng) – chińskie linie lotnicze z siedzibą w Makau. Głównym węzłem jest port lotniczy Makau. Zostały założone 13 września 1994, a rozpoczęły działalność 9 listopada 1995. Głównym udziałowcem jest Air China.
Agencja ratingowa Skytrax przyznała liniom 3 gwiazdki.

## Flota
Według stanu na marzec 2025 flota Air Macau składała się z 22 samolotów o średnim wieku 8,8 lat:
| Samolot         | Samolot | Samolot   | Liczba miejsc | Liczba miejsc | Liczba miejsc | Uwagi |
| Model           | Aktywne | Zamówione | B             | E             | Łącznie       | Uwagi |
| --------------- | ------- | --------- | ------------- | ------------- | ------------- | ----- |
| Airbus A320-200 | 6       | -         | 8             | 150           | 158           |       |
| Airbus A320neo  | 4       | -         | 8             | 150           | 158           |       |
| Airbus A321-200 | 8       | -         | 24            | 155           | 179           |       |
| Airbus A321-200 | 8       | -         | 12            | 170           | 182           |       |
| Airbus A321neo  | 4       | -         | 12            | 186           | 198           |       |
| Łącznie         | 22      | 0         |               |               |               |       |